# Charles Durning
Charles Durning (Highland Falls, Nova York, 28 de febrer del 1923 − Manhattan, Nova York, 24 de desembre del 2012) va ser un actor estatunidenc.

## Biografia
Va néixer a Highland Falls, en l'estat de Nova York, fill d'un oficial de l'exèrcit. Va ser cridat a files amb motiu de la Segona Guerra Mundial i va participar en el desembarcament de les forces aliades a Normandia; en una de les batalles va resultar ferit. De retorn als Estats Units va realitzar diversos treballs. Un d'aquests va ser el d'instructor de ball de saló. També va fer petits papers en el teatre, en què el va veure un productor, que el va contractar per al Festival de Teatre de Shakespeare a Nova York. A partir de llavors, Durning va intervenir en més de 30 obres teatrals, així com en algunes pel·lícules.
Durning va tenir el seu primer èxit important en el teatre l'any 1970, en l'obra That Champion Season, que va guanyar un Tony, el premi més important del teatre a Amèrica. Pocs anys després, el 1973, va repetir aquest èxit en intervenir en la pel·lícula El cop, amb Paul Newman i Robert Redford, en la qual va encarnar un policia corrupte. La pel·lícula va guanyar diversos Oscar. Durning tenia llavors 50 anys. Havia treballat de manera continuada, però no havia cridat l'atenció com a actor. A partir de llavors les coses van canviar. Va treballar sense descans com un dels actors secundaris més sol·licitats. Els seus dots d'interpretació li permetien realitzar multitud de papers diferents, i la seva presència en les pel·lícules va contribuir notablement al seu èxit.
Algunes de les memorables actuacions de Durning van ser el seu paper de policia que intenta negociar amb Al Pacino en Tarda de gossos, de president en Twilight's Last Gleaming, o de pare de Jessica Lange que s'enamora d'un Dustin Hoffman disfressat de dona en Tootsie. Va ser nominat a l'Oscar al millor actor secundari el 1982 per The Best Little Whorehouse in Texas i, a l'any següent, per Ser o no ser, la nova versió del clàssic d'Ernst Lubitsch realitzada per Mel Brooks. També va seguir actuant en el teatre, en què se li va considerar igualment un gran actor de caràcter. El 1989, va guanyar un Tony com a millor actor secundari pel seu paper del pare en La gata sobre la teulada de zinc, obra que va estar en cartell a Broadway.
La capacitat de treball de Durning li va portar a intervenir també en nombroses pel·lícules i minisèries de televisió, en les quals va actuar amb actors famosos, com Dustin Hoffman i Burt Reynolds, i amb les quals va recollir també considerables èxits. El 1975, havia estat nominat a un premi Emmy, i 15 anys més tard, el 1990, el va guanyar pel seu paper en la minisèrie The Kennedys of Massachusetts.
Durning es va casar en dues ocasions. De la seva primera esposa es va divorciar el 1972, i a l'any següent es va tornar a casar. Va tenir tres fills de la seva primera esposa.
L'actor va morir a Manhattan el 24 de desembre del 2012 per causes naturals.

## Filmografia
Filmografia:
| Any       | Títol                                                         | Paper                                           | Notes |
| --------- | ------------------------------------------------------------- | ----------------------------------------------- | --- |
| 1962      | The Password Is Courage                                       | American GI (no surt als crèdits)               | |
| 1965      | Harvey Middleman, Fireman                                     | Dooley                                          | |
| 1969      | Stiletto                                                      | Bit Part (no surt als crèdits)                  | |
| 1970      | Jo vigilo el camí (I Walk the Line)                           | Hunnicutt                                       | |
| 1970      | Hola, mare (Hi, Mom!)                                         | Superintendent                                  | com a Charles Durnham |
| 1971      | Buscant la felicitat (The Pursuit of Happiness)               | 2n guarda                                       | |
| 1972      | Dealing: Or the Berkeley-to-Boston Forty-Brick Lost-Bag Blues | Murphy                                          | |
| 1972      | Deadhead Miles                                                | Red Ball Rider (conductor de camió al bar)      | |
| 1972      | Doomsday Voyage                                               | Primer company de Jason                         | |
| 1972-?    | Another World                                                 | Gil McGowan                                     | |
| 1973      | Sisters                                                       | Joseph Larch                                    | |
| 1973      | All in the Family                                             | Detectiu                                        | Episodi: "Gloria the Victim" |
| 1973      | El cop (The Sting)                                            | Tinent Wm. Snyder                               | |
| 1974      | The Front Page                                                | Murphy                                          | |
| 1975      | Tarda negra (Dog Day Afternoon)                               | Detectiu Sergent Eugene Moretti                 | NBR Award al millor actor secundari Nominació – Globus d'Or al millor actor secundari                                                                         |
| 1975      | The Hindenburg                                                | Capità Pruss                                    | |
| 1975      | Nevada exprés (Breakheart Pass)                               | O'Brien                                         | |
| 1975      | Queen of the Stardust Ballroom                                | Alvin "Al" Green                                | Nominació – Primetime Emmy al millor actor en minisèrie o telefilm                                                                                            |
| 1976      | Harry and Walter Go to New York                               | Rufus T. Crisp                                  | |
| 1976      | Captains and the Kings                                        | Ed Healey                                       | Nominació – Primetime Emmy al millor actor secundari en minisèrie o telefilm Nominació – Globus d'Or al millor actor secundari en sèrie, minisèrie o telefilm |
| 1977      | The Choirboys                                                 | Spermwhale Whalen                               | |
| 1977      | Twilight's Last Gleaming                                      | President David Stevens                         | |
| 1978      | L'enemic del poble (An Enemy of the People)                   | Peter Stockmann                                 | |
| 1978      | The Fury                                                      | Dr. Jim McKeever                                | |
| 1978      | The Greek Tycoon                                              | Michael Russell                                 | |
| 1979      | Starting Over                                                 | Michael "Mickey" Potter                         | |
| 1979      | North Dallas Forty                                            | Coach Johnson                                   | |
| 1979      | When a Stranger Calls                                         | John Clifford                                   | |
| 1979      | The Muppet Movie                                              | Doc Hopper                                      | |
| 1979      | Tilt                                                          | Harold Remmens, la Ballena                      | |
| 1980      | Die Laughing                                                  | Arnold                                          | |
| 1980      | The Final Countdown                                           | Senador Samuel Chapman                          | |
| 1980      | Attica                                                        | Comissionat Russell Oswald                      | Nominació – Primetime Emmy al millor actor secundari en minisèrie o telefilm                                                                                  |
| 1981      | Dark Night of the Scarecrow                                   | Otis P. Hazelrigg                               | |
| 1981      | True Confessions                                              | Jack Amsterdam                                  | |
| 1981      | La brigada de Sharky (Sharky's Machine)                       | Friscoe                                         | |
| 1982      | The Best Little Whorehouse in Texas                           | Governador                                      | Nominació – Oscar al millor actor secundari |
| 1982      | Tootsie                                                       | Leslie "Les" Nichols                            | |
| 1983      | Units pel destí (Two of a Kind)                               | Charlie                                         | |
| 1983      | Scarface                                                      | Oficial Immigració - veu (no surt als crèdits)  | |
| 1983      | To Be or Not to Be                                            | Coronel Erhardt                                 | Nominació – Oscar al millor actor secundari Nominació – Globus d'Or al millor actor secundari                                                                 |
| 1984      | Mass Appeal                                                   | Monsenyor Thomas Burke                          | |
| 1984      | Hadley's Rebellion                                            | Sam Crawford                                    | |
| 1984      | Mister Roberts                                                | El capità                                       | |
| 1985      | Stick                                                         | Chucky                                          | |
| 1985      | L'home de la sabata vermella (The Man With One Red Shoe)      | Ross                                            | |
| 1985      | Stand Alone                                                   | Louis Thibadeau                                 | |
| 1985      | La mort d'un viatjant (Death of a Salesman)                   | Charley                                         | Nominació – Primetime Emmy al millor actor secundari en minisèrie o telefilm                                                                                  |
| 1986      | Allà on el riu es torna negre (Where the River Runs Black)    | Pare O'Reilly                                   | |
| 1986      | Meatballs III: Summer Job                                     | Pete, Heaven Doorman                            | No surt als crèdits |
| 1986      | Nens solars (Solarbabies)                                     | The Warden                                      | |
| 1986      | Big Trouble                                                   | O'Mara                                          | |
| 1986      | Tough Guys                                                    | Deke Yablonski                                  | |
| 1987      | Feliç any nou                                                 | Charl                                           | |
| 1987      | The Man Who Broke 1,000 Chains                                | Warden Hardy                                    | |
| 1987      | The Rosary Murders                                            | Pare Ted Nabors                                 | |
| 1988      | Far North                                                     | Bertrum                                         | |
| 1988      | A Tiger's Tale                                                | Charlie Drumm                                   | |
| 1988      | Étoile                                                        | Oncle Joshua                                    | |
| 1988      | Case Closed                                                   | Detectiu Les                                    | |
| 1988      | Cop, amb la llei o sense (Cop)                                | Dutch Peltz                                     | |
| 1989      | Brenda Starr                                                  | Editor Francis I. Livright                      | |
| 1989      | Cat Chaser                                                    | Jiggs Scully                                    | |
| 1990      | Fatal Sky                                                     | Coronel Clancy                                  | |
| 1990      | Dick Tracy                                                    | Cap Brandon                                     | |
| 1990      | The Kennedys of Massachusetts                                 | John F. Fitzgerald                              | Globus d'Or al millor actor secundari |
| 1990–1994 | Evening Shade                                                 | Dr. Harlan Elldridge                            | Nominació – Primetime Emmy al millor actor secundari en sèrie còmica (1991–1992)                                                                              |
| 1991      | V.I. Warshawski                                               | Detectiu Tinent Bobby Mallory                   | |
| 1993      | When A Stranger Calls Back                                    | John Clifford                                   | |
| 1993      | The Music of Chance                                           | Bill Flower                                     | |
| 1994      | The Hudsucker Proxy                                           | Waring Hudsucker                                | |
| 1994      | I.Q.                                                          | Louis Bamberger                                 | |
| 1995      | L'últim sopar (The Last Supper)                               | Reverend Gerald Hutchens                        | |
| 1995      | The Grass Harp                                                | Reverend Buster                                 | |
| 1995      | A casa per vacances (Home for the Holidays)                   | Henry Larson                                    | |
| 1996      | Spy Hard                                                      | El director                                     | |
| 1996      | Recon                                                         |                                                 | |
| 1996      | Mrs. Santa Claus                                              | Santa Claus                                     | |
| 1996      | One Fine Day                                                  | Lew                                             | |
| 1996      | The Land Before Time IV: Journey Through the Mists            | Archie the Archelon                             | |
| 1997      | The Secret Life of Algernon                                   | Norbie Hess                                     | |
| 1998      | Jerry and Tom                                                 | Vic                                             | |
| 1998      | Shelter                                                       | Capità Robert Landis                            | |
| 1998      | Hi-Life                                                       | Fatty                                           | |
| 1998      | Homicide: Life on the Street                                  | Thomas Finnegan (Episodi: "Finnegan's Wake")    | Nominació – Primetime Emmy al millor actor convidat en sèrie dramàtica                                                                                        |
| 1998–2002 | Everybody Loves Raymond                                       | Pare Hubley                                     | 6 Episodis |
| 1999-2009 | Family Guy                                                    | Francis Griffin                                 | 5 Episodis (veu) |
| 2000      | Never Look Back                                               |                                                 | |
| 2000      | Lakeboat                                                      | Skippy                                          | |
| 2000      | O Brother, Where Art Thou?                                    | Pappy O'Daniel                                  | |
| 2000      | The Last Producer                                             | Syd Wolf                                        | |
| 2000      | Very Mean Men                                                 | Paddy Mulroney                                  | |
| 2000      | State and Main                                                | Mayor George Bailey                             | |
| 2001      | Turn of Faith                                                 | Philly Russo                                    | |
| 2001      | L.A.P.D.: To Protect and to Serve                             | Stuart Steele                                   | |
| 2002      | The Last Man Club                                             | John 'Eagle Eye' Pennell                        | |
| 2002      | Pride & Loyalty                                               | Dylan Frier                                     | |
| 2002      | First Monday                                                  | Justice Henry Hoskins                           | |
| 2002      | Mother Ghost                                                  | George                                          | |
| 2002      | Mr. St. Nick                                                  | King Nicholas XX (Santa Claus)                  | |
| 2003      | Dead Canaries                                                 | Jimmy Kerrigan                                  | |
| 2003      | One Last Ride                                                 | Mr. Orlick                                      | |
| 2004      | Death and Texas                                               | Marshall Ledger                                 | |
| 2004      | NCIS                                                          | Corporal Ernie Yost, "Medal of Honor Recipient" | Nominació – Primetime Emmy al millor actor convidat en sèrie dramàtica                                                                                        |
| 2004      | A Boyfriend for Christmas                                     | Santa Claus                                     | |
| 2005      | Resurrection: The J.R. Richard Story                          | Frank McNally                                   | |
| 2005      | River's End                                                   | Murray Blythe                                   | |
| 2005      | Dirty Deeds                                                   | Victor Rasdale                                  | |
| 2005      | The L.A. Riot Spectacular                                     | The Lawyer                                      | |
| 2005      | Miracle Dogs Too                                              | Capità Pete                                     | |
| 2006      | Forget About It                                               | Eddie O'Brien                                   | |
| 2006      | Everwood                                                      | Eugene Brown                                    | |
| 2006      | Local Color                                                   | Yammi                                           | |
| 2006      | Jesus, Mary and Joey                                          | Teddy the Bartender                             | |
| 2006      | Unbeatable Harold                                             | Pare de Harold                                  | |
| 2006      | Descansos                                                     | Innkeeper #2                                    | |
| 2006      | The Naked Run                                                 | Congresista Davenport                           | |
| 2007      | Chronicle of Purgatory: The Waiter                            | Frank 'The Handler' Maro                        | |
| 2007      | Polycarp                                                      | Alexander Hathaway                              | |
| 2008      | Deal                                                          | Charlie Adler                                   | |
| 2008      | Good Dick                                                     | Charlie                                         | |
| 2008      | The Golden Boys                                               | John Bartlett                                   | |
| 2008      | The Drum Beats Twice                                          | Satan                                           | |
| 2008      | Break                                                         | The Wise Man                                    | |
| 2008      | iMurders                                                      | Dr. Seamus St. Martin                           | |
| 2009      | A Bunch of Amateurs                                           | Charlie Rosenberg                               | |
| 2009      | Shannon's Rainbow                                             | Floyd                                           | |
| 2004–2011 | Rescue Me                                                     | Michael Gavin                                   | Nominació – Primetime Emmy al millor actor convidat en sèrie dramàtica                                                                                        |